# 新井宏昌
新井 宏昌（あらい ひろまさ、1952年4月26日 - ）は、日本の元プロ野球選手（外野手、一塁手）、プロ野球コーチ・監督、日本プロ野球名球会会員、野球解説者。大阪府大阪市東成区出身。

## 概要
現役時代は南海ホークスや近鉄バファローズで活躍。巧みなバットコントロールによる状況に応じたシュアなバッティングが特徴で、2000安打に加え300犠打をマークするなどチームプレーにおいて欠かせない存在感を示し、65本の三塁打と165盗塁を記録した俊足でもあった。1992年に40歳で現役を引退してからは、野球解説者・野球評論家としての活動をはさみながら、複数の球団でコーチや二軍監督を務めている。
長女は2011年度ミス日本でミス着物に選ばれた新井寿枝（画家・ファッションモデル）、三女は2012年度ミス日本グランプリの新井貴子（名前の読みは『きこ』、モデル、アルティメット選手） である。

## 経歴

### プロ入り前
中学2年の頃、甲子園出場、東京六大学進学の目標を抱きPL学園高校に入学。1年夏から背番号をもらってベンチ入りし、2年は二塁手としてレギュラー、野球部主将となり、3年で中堅手、三番打者として活躍する。同級生の間でも「新井の練習嫌い」は有名でPL学園では珍しいタイプの選手だった。1970年夏の甲子園府予選決勝で、才田修、神垣雅行を打の主軸とする北陽高に大勝し、第52回全国高等学校野球選手権大会に出場。新美敏、田代克業（中大－本田技研）両投手の好投もあり、PLにとって春夏通じて初の甲子園決勝に進出する。決勝は東海大相模高との乱打戦となり、6-10で敗退し準優勝にとどまった。大会第5号本塁打を放ち、一大会12安打の大会記録（当時）も樹立している。同年秋の岩手国体では、決勝で大分商を降し優勝。他のチームメートに1年下の行澤久隆がいた。卒業後は早稲田大学進学を目指していたが、当時の早稲田は推薦制度がなく断念。プロ野球ドラフト会議では近鉄バファローズから9位指名を受けたが、「スカウトマンが挨拶に来た記憶が全くない」という状況でプロ入りを見送り、スポーツ推薦で法政大学経営学部に進学した。法大時代史上初めて寮に勉強机を持ち込んで文武両道に励んだ。
東京六大学野球リーグでは在学中2度の優勝を経験、2年生からレギュラーとなる。2年上に長崎慶一、伊達泰司がおり、彼等の卒業後には外野手の中心として活躍。最上級生となった1974年に、1年生エース江川卓を擁し、秋季リーグで3年ぶりに優勝。同年の第5回明治神宮野球大会では決勝で中大の田村政雄に完封を喫し準優勝にとどまる。ベストナイン（外野手）受賞1回。1974年の第3回日米大学野球選手権大会日本代表に選出されている。リーグ通算290打数79安打、打率.272、8本塁打を記録。大学同期に捕手の高浦美佐緒、内野手の道吉哲夫（三協精機）らがいる。

### 現役時代
当初は小柄で線も細くプロ野球各球団のスカウトにマークされる選手ではなく、卒業後は1年先輩の山本功児が進んだ本田技研鈴鹿に行く予定であったが、当時南海の選手兼任監督であった野村克也が日米大学野球の新井のプレーに目が留まり、ドラフト前のスカウト会議「新井という選手は際どいボールをしれっと見逃す。見逃し方に雰囲気がある。」、「そして日米大学野球で対戦する外国人投手に対して、バタバタしてないところがええ」と語り、スカウトにとっては意外な名前だったようで「足は遅いけど、肩はいい」としか言えなかったと聞いたと新井は述べている。1974年のドラフトで南海ホークスから2位指名を受け入団した。契約金は1500万、月給が17万だったから年俸は200万、背番号は「6」。兄が「ここまで2番目が多かった野球人生だ。PL学園でも準優勝。ドラフトでも2位指名。兄としては1番になってほしい。改名してはどうだ。」と言われ、「鐘律（かねのり）」から「宏昌」に改名した。
1975年は、7月から一番打者として起用され45試合に先発出場。
1976年には開幕から二番打者、中堅手として起用され、規定打席（15位、打率.271）にも到達した。外野守備にも優れ、同年は10補殺を記録している。
1979年に法政時代に入団時からお世話になった若生正廣が当時用具メーカーの美津和タイガーの社員で担当している大洋の選手が短いバットを使っている話から「それなら今のバットのグリップを半分に削ったらいい」と提案された。工場で33インチのバットを作ってみると同じバットなので違和感ないし先に重みのあるバットになったことで外野の間を抜くような強い打球が打てるようになった。バットでこれだけ変わるのかというのは発見だった。打率.358で加藤英司に次ぐパシフィック・リーグ打率2位を記録、ベストナインに初めて選出される。新井は「他の要素ももちろんあるがバットを替えたことで1割数字が上がる。これが打撃の世界だ。」と述べている。
1981年に打率.300（11位）をマーク。
1982年には打率.315（落合博満に次ぐ2位）を記録し、リーグを代表する巧打者として知られた。
1985年のオフ、球団から「外野では4番手だ。しかし他球団から欲しいという話がきている。」と言われ、「それなら環境を変えたい。トレードをお願いします。」と申し入れた。33歳で結婚したばかりで新築のローンもあり、巨人などからも話があったと聞いたが「希望は引っ越さなくていいところ」の要望を聞いてもらえた。「金銭トレードではまずい、交換トレードで」との南海側の希望から、山口哲治プラス金銭との交換で近鉄に移籍。シーズン中投手コーチの河村英文から「近鉄の仰木さんが欲しがっているみたいだ」と話を聞いたことがあった（河村と仰木は西鉄時代から旧知の間柄）。
門田博光の影響で、体のひねりでボールを飛ばす事を意識してから、自分のスイングを見失っていた時期だった。中西太打撃コーチが「それは間違い。自分から力を出すとするのではなく相手の球の力を利用しなさい。」だった。33歳、ここでダメなら終わりとアドバイスをすんなり受け入れられた。マンツーマンでのティー打撃で最短距離でバットをボールにぶつける感覚を磨いた。それまで力で打とうとしてミスショットを繰り返してきた。「外角球は引っ張りこむのでは無くコースなりに逆方向に打ち返せ。へそまで呼び込め。」とチェックされる声で何度も聞いた。ボールの見方も修正、クローズになっていた右足をオープン気味に変更、遊撃方向にあった目線を二塁方向にしたことでバットの軌道も自然とインサイドアウトに変わった。2番として必要なバントは南海のブレイザー式の一塁に動きながらのバントを「それではファウルが増える。バントしてから走る。それでOK」と中西の指示で変えた。新井は「取り組んだことが結果につながる。バントの確実性も上がった。打者に合ったスタイルを見つける中西さんの教えを受けたことは、その後の指導者人生にもプラスになった。」と述べている。大石大二郎と1、2番コンビを組み、チームの得点源で大石、新井にサインに出たことはなく、動くはどうかは2人で決めていた。
1986年は全130試合に出場し、打率.288、34歳でプロ入り初の二桁本塁打の12本塁打をマーク、4年ぶりのベストナインを受賞した。
1987年も中西流のバットは好調をキープ、6月23日の西武戦（藤井寺）では工藤公康からサヨナラ本塁打を放った。打率.366・安打数184本を記録し、初の首位打者を獲得。この安打数は当時シーズン130試合制でのプロ野球最多記録であり、現在でも130試合以下のチームの選手としては、1994年のイチロー（210安打）・1996年のイチロー（193安打）に次ぐ歴代3位である。また、2004年にプロ野球再編問題で消滅した近鉄のシーズン最多安打記録だった。同年はベストナインに加え、ゴールデングラブ賞を初受賞。
1988年には一塁手も兼ねて活躍。その後も毎年安定した成績を残す。
1989年にはプロ野球人生で初めての優勝（選手として最初で最後の優勝）。巨人との1989年の日本シリーズでは同点で迎えた7回斉藤雅樹から決勝タイムリーを打って、シリーズ通算23打数9安打、打率.391で敢闘賞を受賞した。また、南海時代は一度も経験しなかったオールスターゲームにも3年連続出場を果たしている。
1991年シーズン開幕直前に帰化。規定打席不足で103安打で打率.309。結果的に最後となる2年ぶり4度目の（過去3回同様の監督推薦で）オールスターゲームでは、広島市民球場で初回先頭打者として佐々岡真司からヒットを放ち、4回にも野村弘樹からライトスタンドにホームランを放った。
1992年、4月5日のダイエーとのシーズン開幕戦では2安打とスタート。40歳のシーズンで年齢を感じていた、バットのヘッドバランスが重たく感じ初め、球に遅れたり、バットコントロールが思うようにできない打席が増えてきた。初めて味わった腰痛の影響もあり、思うように飛ばない打球に不満を抱くことが多かった。キャンプから2000安打達成に向けたドキュメント番組のカメラが回ったり、雰囲気があった。大台まで10本としてから王手をかけるまで1か月以上かかった。初めて経験する打撃不振は精神的につらかった。7月5日のロッテ戦（千葉マリンスタジアム）で2安打を放ち、1999本、大手をかけた。仰木彬監督が「最後は藤井寺で決めよう」と交代を告げた。7月8日の対オリックス・ブルーウェーブ戦（藤井寺）で伊藤敦規から右中間三塁打を放ち通算2000安打を達成、名球会入りを果たした。大卒選手としては5人目、40代では初の2000安打だった。同年、球団から「来季は選手として契約しない」と伝えられた。通告されたら仕方ない、やり切った思いもあり、40歳で現役を引退。最終戦の10月13日の日本ハム戦（藤井寺）で退陣する仰木監督と一緒に胴上げされた。なお、通算本塁打は88本で、100本塁打未達は2000安打達成者で初めてのケースとなった。2022年時点では数少ない40歳以上での2000安打達成でもある。近鉄からコーチの打診があったが引退してすぐ指導する側に立つ立場は難しいという理由で断った。

### 現役引退後
1993年に毎日放送（MBS）野球解説者・スポーツニッポン野球評論家を務めた。毎日放送では板東英二とスポーツ番組を担当した。
1993年、日本シリーズで訪れていた西武球場で同じ評論活動をしていた仰木に「来年からオリックスの監督をすることになった。一緒にやるぞ。」と有無を言わせない感じで新井もすぐ気持ちを決めた。近鉄からも打診があったが途中で立ち消えになっていて支障はなかった。1994年、オリックス・ブルーウェーブの一軍打撃コーチに就任。同年から「佐藤和弘」や「鈴木一朗」の登録名を「パンチ」・「イチロー」と変更するように考案したのは、新井であるという。これによりイチローの名付け親とされている。新井によれば1994年の宮古島キャンプでイチローの成長に手応えを感じたところ仰木に「鈴木一朗ではなくイチローでいきましょう。絶対有名になる選手球場アナウンスもイチロースズキになってるじゃないですか」、近鉄には鈴木貴久、西武には鈴木健、日本ハムにも鈴木慶裕らがいて、新聞でも「鈴木」だけだと分からない。打撃30傑でもすぐ分かるのは「イチロー」だと」考えたと述べている。動きの大きなフォームに対して、相手が緩急で攻めてくることを予想し、右足の強化にキャンプは取り込んだ。新井は「動いている状態から打ちにいくのでバットが出やすい」と長所を認め、矯正は一切しなかった。イチローは69試合連続出塁の日本記録を作り、最終的にシーズン210安打という大記録を作り、史上最年少のMVPを受賞、ベストナイン、最高出塁率、ゴールデングラブ賞、最多安打のタイトルを受賞した。1995年はリーグ優勝を果たす。1996年は2連覇、日本一になった。新井は「振り返れば、そこが頂点だったチームは優勝に貢献した戦力から若返りを図ったが、強化は思うように進まない。一方でイチローの目はメジャーに向いていた。この流れはどうしようもなかった。試合ではイチローの前後に相性のいい選手を置いて、得点につなげることだけに集中していたが、その方法に不満を持っていた選手もいた。試合にはみんなが出たい。打線を動かして勝てばいいが、勝てなくなると雰囲気は悪くなる。強いチームを持続させるのは難しかった。」と述べている。その後は一軍総合コーチ、2000年から2年間二軍監督を務めたが、「独立採算を目指したサーバス神戸は1軍半と契約金なしで入団してきた若手のチームで人数的にも厳しく、鍛えて1軍に上げるシステムにも確立してなかった。」と振り返っている。2001年シーズン終了後、仰木の監督退陣が決まり、一緒にユニフォームを脱いだ。
2002年は日本放送協会（NHK）解説者・デイリースポーツ評論家を務めた。
2003年より王貞治監督の要請で2年間は福岡ダイエーホークスで一軍打撃コーチを務め、井口資仁、松中信彦、城島健司らが中軸で陣取り、100打点以上が4人のダイハード打線。村松有人、川﨑宗則を育て、柴原洋らを鍛えた。バットを叩きつけるスタイルを教えられていた村松には全く逆の「もっと振り上げろ」と指導し、2003年はNPBシーズン記録のチーム打率.297を記録し、チームも3年ぶりのリーグ優勝、4年ぶりの日本一になった。
2005年、近鉄と合併したオリックス・バファローズに4年ぶりに復帰して、同じく復帰した監督の仰木の下で一軍チーフ兼打撃コーチに就任し、ヘッドコーチ格として支えた。仰木は肺がんの為入退院を繰り返し、仰木から「オリックスの監督をまたやることになった。」と連絡があり、病気の事を知っていた新井は暗に手伝ってほしいという意味を受け取った。仰木は9月29日に退陣を発表し、12月15日に70歳でこの世を去った。2006年オフに成績不振の責任を取る形で辞任。
2007年から3年ぶりに福岡ソフトバンクホークスの一軍打撃コーチを務め、本多雄一を育て、2008年に解任される。
2009年はJ SPORTSのオリックス戦で野球解説者を務める。
2010年より4年ぶり3度目となるオリックスに復帰し、二軍監督を務める。2012年より打撃コーチ兼任となる。岡田彰布監督が休養決まると新井も秋に球団から契約を更新しないと通告された。宮﨑祐樹は新井から「何で言ってることできないの？　何でそんなこともできないの？」とめちゃめちゃ言われた記憶があります。」と述べている。
オリックスコーチ解任から約2週間後の2012年10月19日、松田元オーナーの要請で広島東洋カープの一軍打撃コーチに就任。球団では2001年から3シーズン1軍チーフ兼打撃コーチを務めた松原誠以来の外部招聘コーチとなる。伸び盛りの選手が多い広島の指導はやりがいがあった。丸佳浩・菊池涼介・松山竜平を育てた。丸は無駄な動きが多いことが気になり、強く遠くに飛ばしたいと気持ちが出過ぎてバットが円に描くような軌道になっていた。「シンプルに最短距離でバットを出そう」、「ライトに放り込もうと思うな。逆方向に低い打球を打とう」と形を変えることに取り組んだ。鈴木誠也には石井琢朗コーチと共に連日の早出練習を行い、下半身、特に右の腰を使って、バットのヘッドにボールに乗せるスイングに取り組んだ。メジャーに行った後に連絡取ると、鈴木から「ポイントが近くなりすぎてしまうときはどうしたらいいか」訪ねてくる。そういう意欲が進歩には欠かせないと改めて思う。広島の一軍打撃コーチ就任の際の第一声は「左バッターの右打ちはやめましょう」という無理に引っ掛けて進塁打を打ちに行くことを否定するものであった。これは、総じて当時の選手では技術的にそうした進塁打は打てなかったためであり、ならば送りバントさせた方が良いと割り切っていた。
2013年には、6月14日の対北海道日本ハムファイターズ戦（札幌ドーム）試合前練習のティー打撃で、フレッド・ルイスが放った打球がトスを上げていた新井の額に直撃。救急搬送された病院の診察で、前額部の挫創や頭蓋骨の骨折が判明した。当初の診断では全治4週間だった が、その後の検査で異常が見られなかったことから、6月22日の対東京ヤクルトスワローズ戦（MAZDA Zoom-Zoom スタジアム広島）で現場へ復帰。以降も一軍で打撃指導を続けた。
2015年に打線の低迷 などからチームがレギュラーシーズン最終戦でクライマックスシリーズへの進出を逃したため、その責任を取る格好で球団へ辞意を申し入れたところ、球団は同年10月9日に新井の辞任を発表した。辞意を明らかにした際には、「昨年まで（の野村謙二郎監督の下で）は楽しくやることができた。今季は（後任の緒方孝市）監督から代打の相談もほぼなかった。若い選手には頑張って欲しい」というコメントが報じられている。
広島の一軍打撃コーチ退任後の2015年11月には、プロ野球経験者による学生野球の指導に必要な学生野球資格の回復に向けて、研修会を受講。
2016年2月2日付で日本学生野球協会から資格回復の適性認定を受けたため、高校野球や大学野球も指導できるようになった。2016年からNHKBS のメジャーリーグ中継の解説者（地上波にも出演）に復帰し、J SPORTSのオリックス戦の解説者にも出演。サンディエゴ・パドレスのアドバイザーを務める野茂英雄（近鉄時代の同僚）からの誘いを受け、パドレスで2017年の秋季キャンプ、2018年の春季キャンプで臨時コーチを務め遊撃手だったハビー・ゲラに打撃指導をした。
2019年にソフトバンクに11年ぶりに二軍打撃コーチとして復帰した。
2020年11月11日に今季限りで退団することが発表された。
2021年からはNHKBSのメジャーリーグ中継の野球解説者に復帰する。また、プロ球団コーチ就任に伴い喪失していた学生野球資格も再回復した。
2024年3月に『スポーツニッポン』の連載企画「我が道」を担当した。

## 詳細情報

### 年度別打撃成績
| 年 度      | 球 団      | 試 合 | 打 席 | 打 数 | 得 点 | 安 打 | 二 塁 打 | 三 塁 打 | 本 塁 打 | 塁 打 | 打 点 | 盗 塁 | 盗 塁 死 | 犠 打 | 犠 飛 | 四 球 | 敬 遠 | 死 球 | 三 振 | 併 殺 打 | 打 率 | 出 塁 率 | 長 打 率 | O P S |
| ---------- | ---------- | ----- | ----- | ----- | ----- | ----- | -------- | -------- | -------- | ----- | ----- | ----- | -------- | ----- | ----- | ----- | ----- | ----- | ----- | -------- | ----- | -------- | -------- | ----- |
| 1975       | 南海       | 50    | 207   | 188   | 29    | 57    | 7        | 3        | 1        | 73    | 16    | 7     | 1        | 3     | 1     | 14    | 0     | 1     | 8     | 0        | .303  | .353     | .388     | .741  |
| 1976       | 南海       | 119   | 446   | 406   | 50    | 110   | 12       | 8        | 2        | 144   | 35    | 20    | 5        | 7     | 8     | 20    | 0     | 5     | 21    | 3        | .271  | .308     | .355     | .662  |
| 1977       | 南海       | 121   | 469   | 409   | 63    | 93    | 15       | 5        | 1        | 121   | 21    | 14    | 3        | 12    | 3     | 40    | 1     | 5     | 38    | 6        | .227  | .302     | .296     | .598  |
| 1978       | 南海       | 116   | 387   | 344   | 31    | 87    | 8        | 4        | 1        | 106   | 17    | 6     | 5        | 15    | 2     | 24    | 1     | 2     | 25    | 5        | .253  | .304     | .308     | .612  |
| 1979       | 南海       | 114   | 439   | 388   | 52    | 139   | 19       | 1        | 2        | 166   | 34    | 17    | 6        | 16    | 4     | 28    | 1     | 3     | 17    | 7        | .358  | .402     | .428     | .830  |
| 1980       | 南海       | 112   | 374   | 324   | 38    | 85    | 15       | 1        | 6        | 120   | 43    | 7     | 6        | 18    | 3     | 29    | 0     | 0     | 26    | 6        | .262  | .320     | .370     | .691  |
| 1981       | 南海       | 117   | 455   | 406   | 51    | 122   | 18       | 8        | 4        | 168   | 33    | 12    | 5        | 7     | 5     | 34    | 0     | 3     | 22    | 4        | .300  | .355     | .414     | .769  |
| 1982       | 南海       | 114   | 459   | 413   | 50    | 130   | 29       | 4        | 7        | 188   | 41    | 12    | 6        | 11    | 1     | 32    | 3     | 2     | 17    | 3        | .315  | .366     | .455     | .821  |
| 1983       | 南海       | 130   | 538   | 479   | 69    | 139   | 25       | 2        | 5        | 183   | 53    | 19    | 1        | 18    | 4     | 35    | 2     | 2     | 15    | 6        | .290  | .338     | .382     | .721  |
| 1984       | 南海       | 127   | 479   | 412   | 55    | 118   | 25       | 1        | 4        | 157   | 39    | 14    | 5        | 20    | 5     | 40    | 0     | 2     | 19    | 6        | .286  | .349     | .381     | .730  |
| 1985       | 南海       | 118   | 370   | 325   | 39    | 85    | 17       | 2        | 3        | 115   | 26    | 10    | 2        | 12    | 3     | 28    | 5     | 2     | 25    | 4        | .262  | .321     | .354     | .675  |
| 1986       | 近鉄       | 130   | 572   | 514   | 72    | 148   | 31       | 4        | 12       | 223   | 51    | 6     | 2        | 27    | 6     | 25    | 1     | 0     | 26    | 5        | .288  | .317     | .434     | .751  |
| 1987       | 近鉄       | 128   | 568   | 503   | 67    | 184   | 22       | 5        | 13       | 255   | 67    | 5     | 4        | 22    | 7     | 34    | 0     | 2     | 26    | 5        | .366  | .403     | .507     | .910  |
| 1988       | 近鉄       | 125   | 523   | 465   | 64    | 133   | 23       | 5        | 8        | 190   | 54    | 2     | 2        | 25    | 3     | 29    | 3     | 1     | 31    | 7        | .286  | .327     | .409     | .736  |
| 1989       | 近鉄       | 124   | 521   | 444   | 64    | 134   | 25       | 2        | 7        | 184   | 47    | 6     | 2        | 31    | 3     | 40    | 1     | 3     | 22    | 8        | .302  | .361     | .414     | .776  |
| 1990       | 近鉄       | 115   | 424   | 363   | 58    | 106   | 19       | 4        | 6        | 151   | 34    | 4     | 3        | 21    | 2     | 35    | 3     | 3     | 26    | 3        | .292  | .357     | .416     | .773  |
| 1991       | 近鉄       | 110   | 391   | 333   | 43    | 103   | 16       | 2        | 3        | 132   | 44    | 2     | 0        | 24    | 4     | 28    | 3     | 2     | 26    | 3        | .309  | .362     | .396     | .759  |
| 1992       | 近鉄       | 106   | 341   | 295   | 38    | 65    | 12       | 4        | 3        | 94    | 25    | 2     | 1        | 11    | 3     | 29    | 0     | 3     | 32    | 6        | .220  | .294     | .319     | .613  |
| 通算：18年 | 通算：18年 | 2076  | 7963  | 7011  | 933   | 2038  | 338      | 65       | 88       | 2770  | 680   | 165   | 59       | 300   | 67    | 544   | 24    | 41    | 422   | 87       | .291  | .342     | .395     | .737  |

- 各年度の太字はリーグ最高

### タイトル
- 首位打者：1回 （1987年）
- 最多安打：1回（1987年）※当時連盟表彰なし

### 表彰
- ベストナイン：4回 （1979年、1982年、1986年、1987年）
- ゴールデングラブ賞：1回 （1987年）
- 日本シリーズ敢闘賞：1回 （1989年）

### 記録
初記録
- 初出場・初先発出場：1975年7月25日、対太平洋クラブライオンズ後期1回戦（平和台球場）、1番・左翼手で先発出場
- 初打席・初安打：同上、1回表に東尾修からバントヒット
- 初盗塁：同上、1回表に二盗（投手：東尾修、捕手：楠城徹）
- 初打点：同上、7回表に浜浦徹から中前適時打
- 初本塁打：1975年8月12日、対阪急ブレーブス後期4回戦（西京極球場）、9回表に三好幸雄から3ラン

節目の記録
- 1000試合出場：1984年4月7日、対阪急ブレーブス2回戦（大阪スタヂアム）、2番・左翼手で先発出場 ※史上244人目
- 1000安打：1984年5月24日、対近鉄バファローズ9回戦（大阪スタヂアム）、5回裏に柳田豊から右前安打 ※史上130人目
- 1500安打：1988年4月10日 対阪急ブレーブス3回戦（阪急西宮球場）、9回表に星野伸之から中前安打 ※史上54人目
- 1500試合出場：1988年4月13日、対西武ライオンズ1回戦（藤井寺球場）、2番・中堅手で先発出場 ※史上86人目
- 200犠打：1988年7月13日、対南海ホークス14回戦（大阪スタヂアム）、3回表に山内孝徳から ※史上6人目
- 250犠打：1990年5月16日、対日本ハムファイターズ6回戦（日生球場）、5回裏に津野浩から投手前犠打の野手選択失策 ※史上3人目
- 300二塁打：1990年7月29日、対日本ハムファイターズ18回戦（藤井寺球場）、9回裏に西崎幸広から二塁打 ※史上28人目
- 2000試合出場：1992年5月17日、対福岡ダイエーホークス7回戦（藤井寺球場）、2番・右翼手で先発出場 ※史上27人目
- 2000安打：1992年7月8日、対オリックス・ブルーウェーブ14回戦（藤井寺球場）、3回裏に伊藤敦規から右中間三塁打 ※史上26人目
- 300犠打：1992年9月10日、対千葉ロッテマリーンズ24回戦（藤井寺球場）、6回裏に平沼定晴から ※史上2人目

その他の記録
- 通算67犠飛　※リーグ最多犠飛を記録していない選手の中では歴代最多タイ（他に榎本喜八）
- 年間最少三振：6回 ※パ・リーグ記録
- オールスターゲーム出場：4回 （1987年 - 1989年、1991年） ※すべて監督推薦選出

### 背番号
- 6 （1975年 - 1985年）
- 9 （1986年 - 1992年）
- 69 （1994年 - 2001年、2005年 - 2006年）
- 81 （2003年 - 2004年、2007年 - 2008年、2010年 - 2015年）
- 77 （2019年 - 2020年）

## 関連情報

### 出演番組
- プロ野球中継 - 解説者
  - 『毎日放送ダイナミックナイター』ほか、MBSラジオ制作・放送分
  - MBSテレビ制作・放送分（キー局・TBSテレビ制作の西武対オリックス戦にも一度出演）
  - NHKプロ野球  ※2016年からNHKBSのMLB中継に復帰。地上波にも出演) 。
  - J SPORTS  ※「J SPORTS STADIAM」に2016年からオリックス・バファローズ戦に出演。